# Carlos Gats
Carlos Alberto Gats (né le 11 décembre 1969 à Buenos Aires) est un ancien athlète argentin, spécialiste du sprint.
Il a représenté l'Argentine aux Jeux olympiques en 1996 et en 2000. Il détient le record national d'Argentine du 100 m en 10 s 23 et du 200 m en 20 s 37, obtenus à un jour de distance à Lisbonne en juillet 1998.
Champion sud-américain junior en 1987 (relais 4 × 100 m, médaille d'argent sur 200 m), il remporte les Championnats ibéro-américains de 1994 (100 m, médaille d'argent sur 200 m).